# 布克萨尔
布克萨尔（Buxar），是印度比哈尔邦Buxar县的一个城镇。总人口82975（2001年）。

## 人口
该地2001年总人口82975人，其中男性44415人，女性38560人；0—6岁人口13200人，其中男6560人，女6640人；识字率67.65%，其中男性为75.22%，女性为58.92%。